# بوحسينة (سوسة)

## تعريفها
```
تقع في المنطقة الشمالية الغربية لمدينة 
سوسة
 في 
تونس
، وهي إحدى المناطق (العمادات) الستة التابعة لمعتمدية سوسة -جوهرة على غرار وادي بليبان (خزامة الغربية)، سهلول جوهرة، حشاد، الهادي شاكر، محمد القروي.
```

لها العديد من الاحياء المعروفة منها: حي الكازمات والصوافة والحي الأولمبي وحي بوخزر.

## عدد السكان
```
تجاوز عدد سكانها 5105 نسمة حسب التعداد السكاني لسنة 2014.
```

## أهم المناطق
```
من أشهر المناطق والمعالم التارخية التابعة لبوحسينة:
```

### دواميس الراعي الصالح أو الطيب
. لم تحض دواميس سوسة بالترويج السياحي والثقافي والتعليمي اللازم في العقود الأخيرة، ولم يتخذ هذا المعلم التاريخي القيّم المكانة التي يجب أن يكون عليها كمنتوج حضاري متميز على المستوى الدولي والإفريقي. فقد ظل الموقع رهين سياسات التجاهل، بل أن الجزء الوحيد الذي فُتح للعموم من دواميس «الراعي الطيب» منذ بدايات القرن الماضي تم إغلاقه سنة 2014.وهي تعتبر واحدة من خمس مقابر كتاكومب أرضية لزال أهمّها يحتاج إلى حفائر وأبحاث للكشف عن أسرارها.

### متحفدار عم الطيب للفن المعاصر

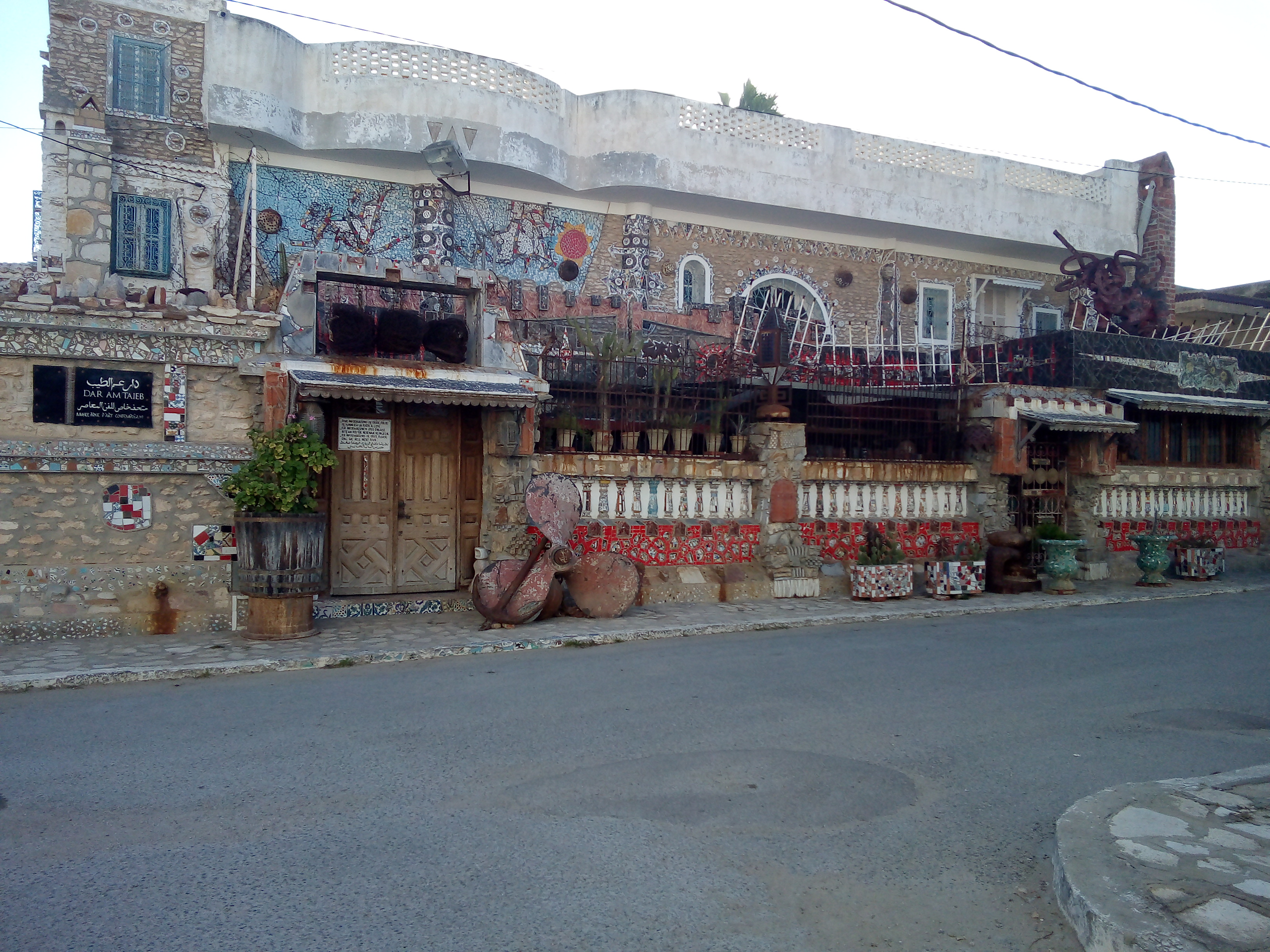
صورة جانبية

هو متحف تونسي تأسس في 2005 .
 

### الملعب الأولمبي بسوسة
رغم انه يوجد بمنطقة بوحسينة الا انه معروف بالملعب الاولمبي بسوسة. بدات اشغال توسيع الملعب يوم 25 مارس 2019 وعلى امتداد 27 شهرا بكلفة تجاوزت 32 مليون دينار.من المقرر انتهاء الاشغال في اوائل صيف 2021.

### القاعة الاولمبية اوالمغطاة بسوسة
أحدثت القاعة الأولمبية سنة 1987 وتبلغ طاقة استيعابها 3000 متفرج. تحتضن القاعة عدة أنشطة مختلفة منها الرياضات الجماعية على غرار كرة السلة، كرة اليد والكرة الطائرة. وأخرى فردية مثل الجيدو والمصارعة.

### الحمادة المنڤوبة
```
تقع وراء القاعة المغطاة وهي عبارة عن هضبة عالية تحتوي العديد من المغاورالتي لا يعرف مصدرها أو في ما كانت تستعمل في القديم، مع العلم أنه بالقرب من هذا المكان كان هناك جدار يتمرن عليه رماة الذخيرة الفرنسية بسلاحهم وقت الٱستعمار حيث كان سكان المنطقة يسمونه اللاصيب واسمه الحقيقي la cible. بعد الاستعمار، تواصل استعمال حائط الرماية حيث تدرب فيه الجيش التونسي التابع لثكنة سوسة انذاك حتى اواخر 1985 ثم تمت ازالته واقيمت مكانه بناءات للسكنى.في أواخر الستينات تم العثورعلى قنبلة طولها 1,70 m عندما حفر العمال مكان Sousse Palace فتم نقلها إلى الأرض المحاذية التي يوجد بها Champs de Tir من طرف الجيش وتم تفجيرها عن بعد وراء حائط الرماية لكن شضاياها الساخنة وصلت إلى أطراف بوحسينة وواد الخروب....

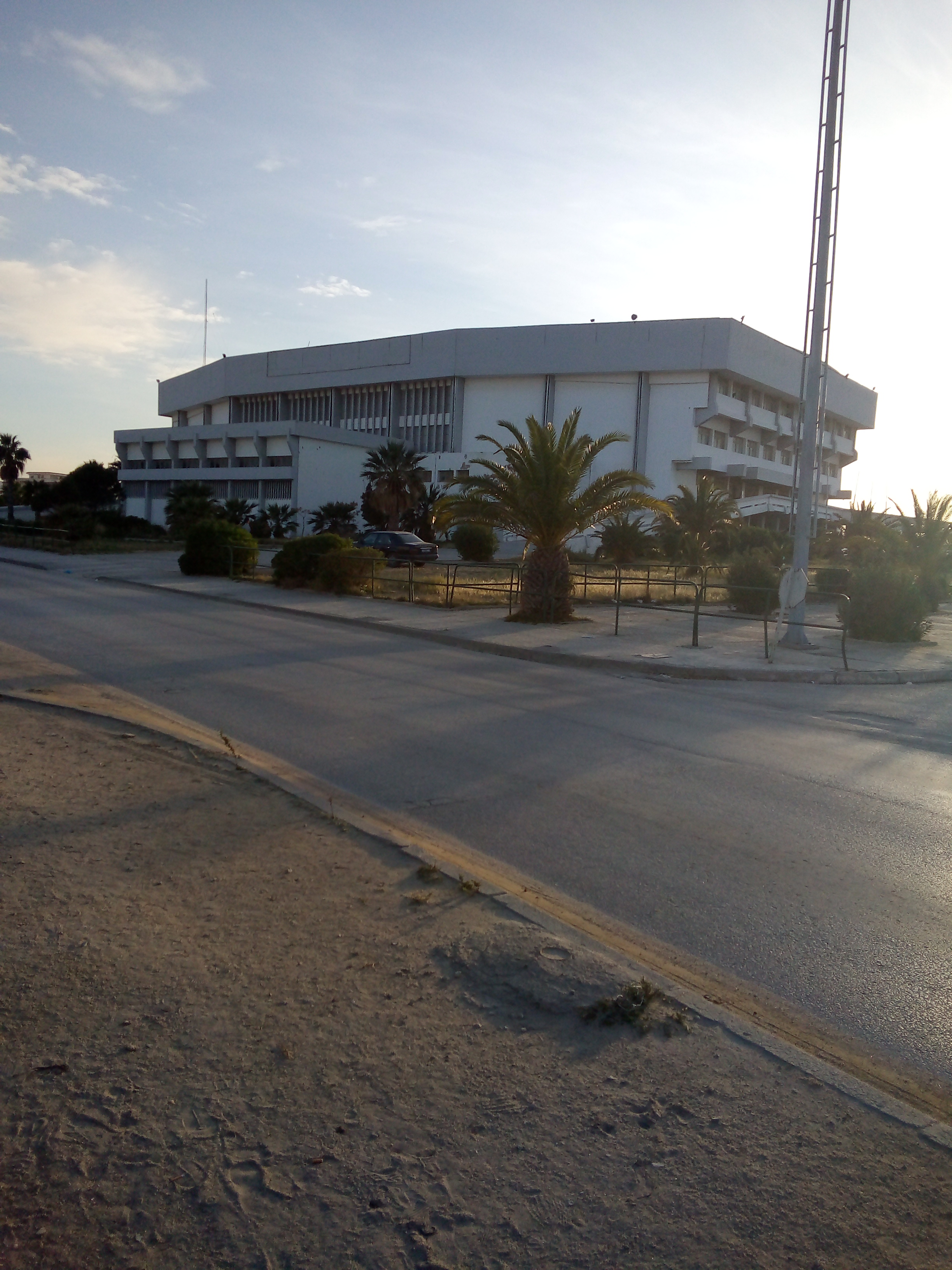

```

### كوشة البيليك
أو مخبزة الشعب كانت في الركن مخبزة أحد المستعمرين الفرنسيين وكانت كبيرة جدا وبجانبها معصرة زيتون. سميت بهذا الاسم لانها تبيع الخبز للجيش الفرنسي والمواطنين وكانت تزود الفقراء بمؤونتهم.

### الحجرة المقلوبة
رغم الاساطير المتعددة الا انه مكان اثري روماني يعتقد الكثير من الباحثين انه كان حماما أو مسرحا بسبب طبيعة وتركيبة الحجرتين اللتان كانتا تمثلان قبتان لحمام بداخله والذي قد بني بالحجر الخفيف مع وجود اثار لأدراج بالقرب منه وقد قيل أيضا انه قد تم استغلاله من طرف القديسين البيض وجعله أول كنيسة في سوسة سنة 1881م.

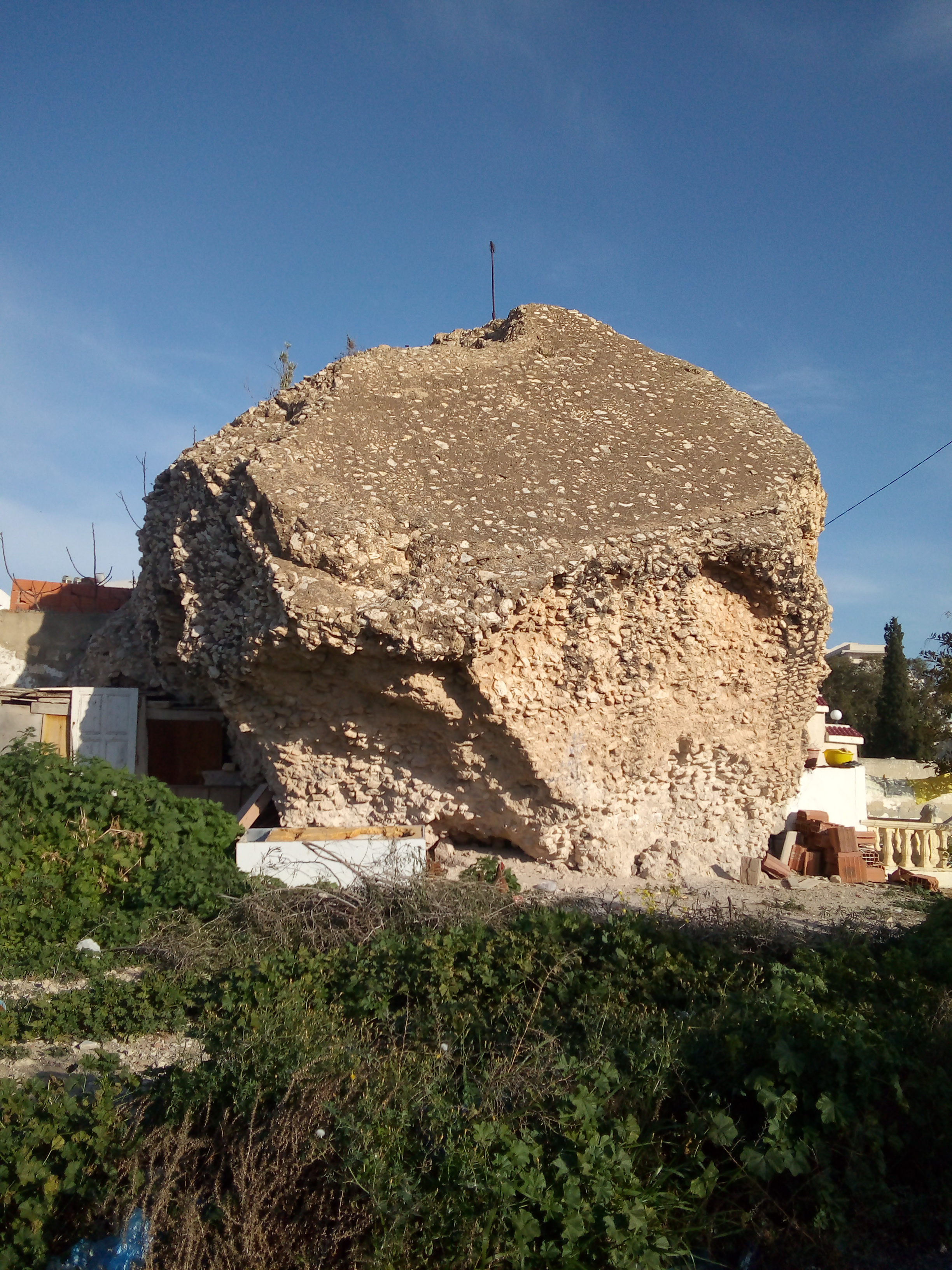

### اشجار الغزالي
```
عددها 11 شجرة وتقع في حي الزهراء طريق سوق الأحد حيث تعود هذه الأشجار إلى ما بين سنوات 1881 و 1956 اكتشفت تحتها منذ سنوات قليلة مقبرة رومانية كاملة...

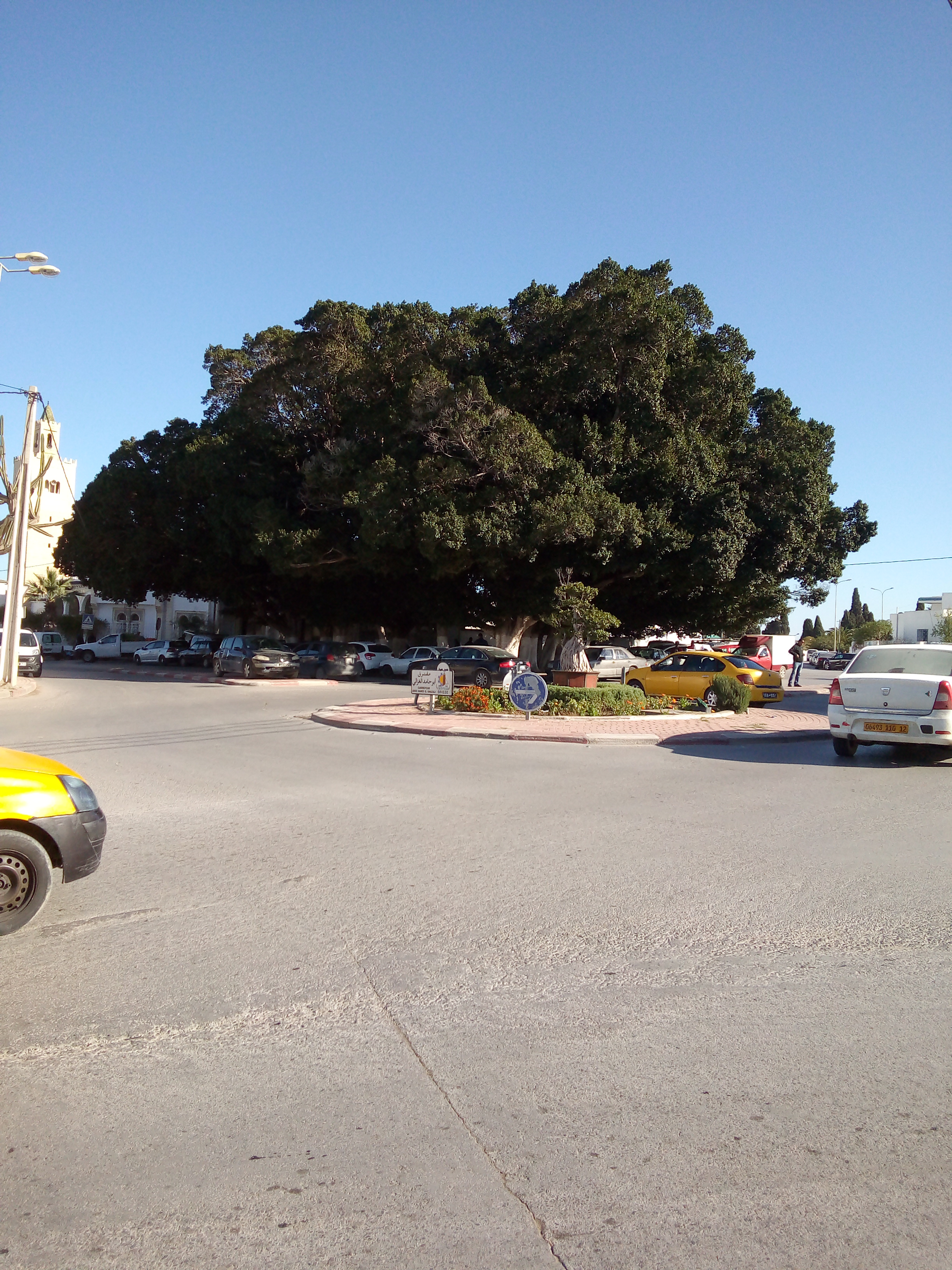
اشجار الغزالي

```

### المعهد الفرنسي الدولي-محمد دريس LFI SOUSSE
```
الذي فتح ابوابه للطلاب في السنة الدراسية الحالية 2020/2021 للمرحلة الابتدائية والاعدادية والثانوية.
```

## روابط خارجية
```
http://census.ins.tn/sites/default/files/vol%201%20rgph%202014%20site%20%281%29.pdf
 
نسخة محفوظة
 31 أكتوبر 2019 على موقع 
واي باك مشين
.

https://ultratunisia.ultrasawt.com/%D8%AF%D9%88%D8%A7%D9%85%D9%8A%D8%B3-%D8%B3%D9%88%D8%B3%D8%A9-%D8%A3%D8%B3%D8%B1%D8%A7%D8%B1-%D8%B3%D8%B1%D8%A7%D8%AF%D9%8A%D8%A8-%D8%A7%D9%84%D9%85%D9%88%D8%AA%D9%89-%D9%88%D8%B1%D8%AD%D9%84%D8%A9-%D8%A7%D9%84%D8%A8%D8%AD%D8%AB-%D8%B9%D9%86-%D8%A7%D9%84%D8%B1%D8%A7%D8%B9%D9%8A-%D8%A7%D9%84%D8%B7%D9%8A%D8%A8/%D9%85%D8%A7%D9%87%D8%B1-%D8%AC%D8%B9%D9%8A%D8%AF%D8%A7%D9%86/%D8%AB%D9%82%D8%A7%D9%81%D8%A9-%D9%88%D9%81%D9%86%D9%88%D9%86/%D8%AA%D9%82%D8%A7%D8%B1%DB%8C%D8%B1

https://ar.wikipedia.org/wiki/%D8%AF%D9%88%D8%A7%D9%85%D9%8A%D8%B3_%D8%B3%D9%88%D8%B3%D8%A9

https://meo.news/%D8%AF%D8%A7%D8%B1-%D8%A7%D9%84%D8%B7%D9%8A%D8%A8-%D8%AA%D8%AA%D8%AD%D9%88%D9%84-%D8%A5%D9%84%D9%89-%D9%85%D8%AA%D8%AD%D9%81-%D8%AE%D8%A7%D8%B5-%D8%A8%D8%BA%D8%B1%D8%A7%D8%A6%D8%A8%D9%8A%D8%A9-%D8%A7%D9%84%D8%A5%D9%86%D8%B3%D8%A7%D9%86
```